# Chaetopteryx villosa
Chaetopteryx villosa är en nattsländeart som först beskrevs av Fabricius 1798.  Chaetopteryx villosa ingår i släktet Chaetopteryx och familjen husmasknattsländor. Arten är reproducerande i Sverige. Utöver nominatformen finns också underarten C. v. gonzalezai.

## Bildgalleri

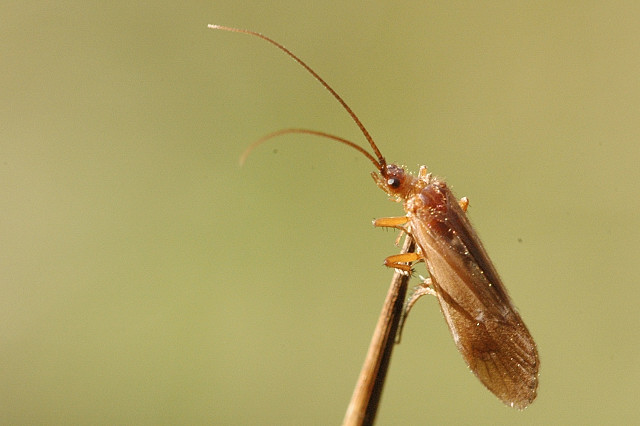
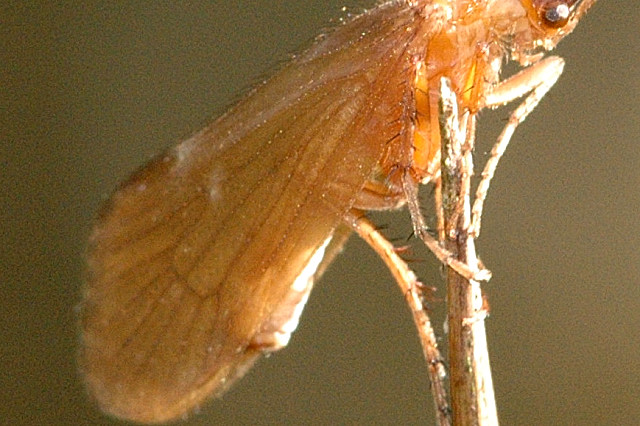